# Meterlast
Die Meterlast in Tonnen je Meter (t/m) (fälschlicherweise gelegentlich auch Metergewicht genannt) ist eine Kenngröße für die Beurteilung, ob bestimmte Schienenfahrzeuge auf bestimmten Eisenbahnstrecken eingesetzt werden können. Sie bestimmt zusammen mit der Achslast die Streckenklasse.
Die Meterlast {\displaystyle ML} eines Schienenfahrzeugs errechnet sich wie folgt:
{\displaystyle ML={\frac {m_{\text{ges}}}{LuP}}={\frac {m_{\text{Fzg}}+m_{\text{Ldg}}}{LuP}}}
mit
- der Gesamtmasse {\displaystyle m_{\text{ges}}} des Fahrzeugs
  - der Eigenmasse {\displaystyle m_{\text{Fzg}}} des Fahrzeugs
  - der Masse {\displaystyle m_{\text{Ldg}}} der Ladung
- der Länge über Puffer {\displaystyle LuP}.

Die Meterlast-Einhaltung ist vor allem bei Brücken ausschlaggebend, da diese eine maximal zulässige Höchstlast haben, die nicht überschritten werden darf. So kann es vorkommen, dass eine Brücke mit überschrittener Meterlast als außergewöhnliche Sendung befahren werden darf (meist mit Geschwindigkeitseinschränkungen), wenn vor und hinter dem betreffenden Wagen andere Wagen eingereiht sind, deren Metergewicht deutlich niedriger ist als das zugelassene, weil so die zulässige Verkehrslast der Brücke nicht überschritten wird.
Für Straßenfahrzeuge (insbesondere im Zusammenhang mit der Belastung von Brücken durch LKW) wird der Begriff analog verwendet (siehe EuroCombi).